# Torneio Cidade do Aço de 1988
O Torneio Cidade do Aço de 1988, também conhecido por Torneio Quadrangular de Volta Redonda, foi um torneio disputado na cidade de Volta Redonda - conhecida como "A Cidade do Aço" - no ano de 1988.
Todos os jogos foram disputados no antigo Estádio Raulino de Oliveira.

## Equipes
- Volta Redonda
- América-RJ
- Bangu
- América Mineiro

## Jogos
|  | Semifinais      | Semifinais  |   |               | Final           | Final |  |
|  |                 |             |   |               |                 |       |  |
|  | 16 de junho     |             |   |               |                 |       |  |
|  | Bangu           | 1           |   |               |                 |       |  |
|  | América Mineiro | 0           |   |               |                 |       |  |
|  |                 |             |   |               |                 |       |  |
|  |                 |             |   |               | 18 de junho     |       |  |
|  |                 |             |   |               | América-RJ      | 0     |  |
|  |                 | Bangu       | 1 |               |                 |       |  |
|  |                 |             |   |               |                 |       |  |
|  |                 |             |   |               |                 |       |  |
|  |                 |             |   |               | 3º lugar        |       |  |
|  | 16 de junho     | 16 de junho |   | 18 de junho   | 18 de junho     |       |  |
|  | Volta Redonda   | 0 (2)       |   | Volta Redonda | 0               |       |  |
|  | América-RJ      | 0 (4)       |   |               | América Mineiro | 3     |  |

## Classificação Final
| Campeão      | Bangu Atlético Clube |
| Vice-Campeão | América-RJ           |

| 3° lugar | América Mineiro |
| 4° lugar | Volta Redonda   |

### Campeão
| Torneio Cidade do Aço de 1988            |
| ---------------------------------------- |
| Bangu Atlético Clube Campeão (1º título) |